# Tifoseria dell'Associazione Calcio Reggiana 1919
In questa voce sono riportate informazioni relative alla storia ed evoluzione della tifoseria dell'Associazione Calcio Reggiana 1919, società calcistica italiana con sede a Reggio Emilia. 

Gli ultras della Regia gremiscono la curva dello stadio Mirabello nel corso della stagione 1981-1982.

## Contesto
Per le partite casalinghe la tifoseria organizzata si riunisce nella curva sud del Mapei Stadium - Città del Tricolore.

## Orientamento politico
Dal punto di vista politico, i gruppi di tifo organizzato della Reggiana sono schierati su posizioni miste. I gruppi attuali Teste Quadre e Gruppo Vandelli si dichiarano apolitici.

## Fan club
Sono sparsi tra le province di Reggio Emilia e Modena i circa trenta Granata Clubs affiliati al centro coordinamento.

## Tifoseria organizzata

I tifosi della Regia invadono gioiosi il campo di San Siro al termine dello spareggio contro l' del giugno 1975, che valse la permanenza in Serie B.

Il tifo organizzato a Reggio Emilia, come in molte altre città d'Italia, nasce negli anni 70.  Nella curva sud dello Stadio Città del Tricolore il principale gruppo ultras è quello delle Teste Quadre.
I primi club organizzati sorsero nella seconda metà degli anni 60 mentre i primi gruppi ultras videro la luce a metà del decennio successivo. Il primo gruppo organizzato a nascere è Ultras ‘74. Nel 1977 nacquero gli Ultras Ghetto, il gruppo che per circa vent'anni avrebbe trainato le redini del tifo nella curva sud dello stadio Mirabello. Successivamente si formarono anche gruppi minori, provenienti per lo più dalla provincia, come Fedelissimi, Front, Armata Granata, Mods, Inferno Granata, South Commandos, Scomodi Granata, Le bestie e Vecchia Guardia. Nel 1995 il Ghetto si sciolse e poco alla volta gli altri gruppi scomparvero dalla curva. Dopo un periodo di transizione, dai superstiti del Ghetto, dei Fedelissimi e Front, nel 1999 nacquero le Teste Quadre, che divennero il gruppo trainante della tifoseria più accesa e che sono dislocati nella Curva Sud dello Stadio "Città del Tricolore". Altro importante gruppo, anche se non più posizionato in Curva Sud ma nei Distinti Centrali, è il Gruppo Vandelli. Nato come piccolo sottogruppo all'interno del Ghetto, dopo il suo scioglimento il Vandelli divenne uno dei gruppi più importanti nella curva sud. Le origini del Gruppo risalgono, circa, alla metà degli anni 80, periodo in cui la Reggiana, allora militante nel campionato di Serie B, fu acquistata dal giovane imprenditore Giovanni Vandelli. Nonostante i buoni propositi e le iniziative per i tifosi, le annate dalla sua gestione videro la Reggiana precipitare in Serie C e disputarvi campionati anonimi. Il grande amore per la maglia e per la società dimostrato da Vandelli sancì però un legame molto forte con la tifoseria, che gli dedicò un gruppo organizzato di tifosi.
I tifosi reggiani furono protagonisti di importanti trasferte, che raggiunsero l'apice nella stagione 1993-1994 in corrispondenza del primo anno di Serie A. Furono infatti seimila i tifosi granata in trasferta all'esordio assoluto contro l'Internazionale, quattromila a Torino contro la Juventus e dodicimila nell'ultima decisiva partita, giocata al Meazza contro il Milan, partita che vide la Reggiana vincere e salvarsi.

### Cronologia
Note:
1977 - Nascita degli Ultras Ghetto
1980 - Nascita dei South Commandos
1989 - Nascita dei Fedelissimi
1990 - Nascita del Front
1991 - Nascita del Gruppo Vandelli
1995 - Scioglimento degli Ultras Ghetto
1999 - Scioglimento dei Fedelissimi
1999 - Scioglimento del Front
1999 - Nascita delle Teste Quadre

## Gemellaggi e rivalità

### Gemellaggi
| - Cremonese (dal 1978) - L.R. Vicenza (dal 1982) - Genoa (dal 1999) |

Gli ultras granata sono gemellati dal 1978 con la Cremonese quando, il fondatore degli “Ultras Ghetto”(RGA), si trovava in prigione e strinse amicizia con un detenuto di Cremona. Alla loro uscita si ritrovano in occasione di Cremonese-Reggiana del 18 febbraio 1979 e lo stadio di casa, lo Zini, non disponeva del settore ospiti e le due tifoserie si ritrovarono faccia a faccia.
Durante la partita di Vicenza-Albinoleffe della stagione 09/10, ci sono stati mini coreografie dove si recitava “in onore delle Teste Quadre”, altre volti ci furono striscioni interi oppure nei pre-partita cartoncini e bandierine con sopra scritto “Reggio e Vicenza alè!”.
Alcuni genoani vanno sempre a trovare i loro fratelli reggiani nell’omonima provincia e vengono accolti sempre bene. Gruppi di tifosi come “Fedelissimi Reggiana” o “Gruppo Alcolico” decisero di assistere i grifoni in Genoa-Parma, squadra ospite odiata da entrambi.

### Rivalità
La rivalità più sentita dagli ultras della Reggiana è sicuramente quella con il Parma, con la quale vi è il Derby con cui condivide il fiume. La rivalità presiede sin dal Medioevo dove leggenda narra che i tifosi della Reggiana siano chiamati “Teste Quadre” Per la loro testardaggine e la loro capacità di non mollare. Oltre alla rivalità con il Parma Calcio, vi è anche quella con la Sampdoria essendo che le due sono gemellate come lo sono la Reggiana con il Genoa.
Altre rivalità presenti sono quelle regionali con le province vicine, come con Piacenza, Cesena e/o Modena, ci sono anche Mantova(dove le due tifoserie la classificano come Derby del Po) e Spezia. Con SPAL, Pisa e Carrarese vi è una rivalità dopo aver spezzato il gemellaggio, la prima nel 2009 quando dei tifosi ferraresi aggredirono gli Ultras della Reggiana, con i nerazzurri all’introduzione del decreto Amato, ma vi è un rispetto reciproco, ed infine con la Carrarese nel 2015 quando la Curva Sud decise di aderire alla tessera del tifoso.
Ultima rivalità avvenuta nel Marzo 2025 è con la società del US Sassuolo, e non con i suoi tifosi neroverdi, perché durante il match della 31ª giornata, la società ha deciso di non invertire le curve del MAPEI Stadium, ovvero la Reggiana doveva stare in Curva Nord e il Sassuolo in Curva Sud. Infatti in quella partita i tifosi granata erano solo 44, ma oltre 2000 persone erano fuori a protestare per non aver invertito le Curve. Dopo la partita finita 5-1 per i “padroni” di casa, i tifosi neroverdi andarono davanti agli Ultras Reggiana a cantare in coro “Questo stadio non ci appartiene”, incitati dagli applausi da parte dei granata.